# 2023년 세계 체스 선수권 대회
2023년 세계 체스 선수권 대회(영어: World Chess Championship 2023)는 2023년에 카자흐스탄 아스타나 세인트 레지스 호텔에서 열린 세계 체스 선수권 대회로, 2022년 도전자 결정전의 우승자인 이안 네폼니아치와 2위 딩 리런 사이의 매치이다.
2013년부터 세계 챔피언이었고 2021년 세계 선수권 대회에서 우승한 망누스 칼센은 타이틀을 방어하지 않기로 결정했다.

## 배경
2021년 6월, 국제 체스 연맹(FIDE)는 2022년 FIDE 그랑프리 대회를 공개하면서 코로나19 범유행으로 인해 연기된 일정들을 바로잡기 위해 2022년 말이나 2023년 초에 세계 선수권 대회를 열 예정이라고 발표했다. 2021년 12월 8일, 2021년 세계 선수권 대회 10라운드에서 FIDE 회장 Arkady Dvorkovich는 세계 선수권 대회가 2023년 초에 열릴 것이라고 말했다.
2021년 대회에서 승리한 이후 칼센은 다음 세계 선수권 대회에 참여하기에 충분히 동기 부여가 되지 않았다고 말하면서, 최근 떠오르고 있는 알리레자 피로우자가 도전자 결정전에서 우승하지 않는다면 2023년 세계 선수권 대회에 참여하지 않을 것이라고 말했다. 칼센이 참여하지 않고, 매치 조건이 2021년 대회와 같을 경우 세계 선수권 대회는 도전자 결정전의 1, 2위 사이의 매치가 된다.

## 2022년 도전자 결정전
망누스 칼센과 대결할 상대를 결정하기 위해 도전자 결정전이 치러졌다. 도전자 결정전은 8명이 참가하는 더블 라운드 로빈 대회였다.

### 일정
도전자 결정전은 2022년 6월 16일부터 7월 7일까지 스페인 마드리드에서 열렸다. Chess.com의 스폰서와 Scheinberg 가족의 후원을 받았다.
| 날짜     | 일정                              |
| -------- | --------------------------------- |
| 6월 16일 | 개회식                            |
| 6월 17일 | 1라운드                           |
| 6월 18일 | 2라운드                           |
| 6월 19일 | 3라운드                           |
| 6월 20일 | 휴식일                            |
| 6월 21일 | 4라운드                           |
| 6월 22일 | 5라운드                           |
| 6월 23일 | 6라운드                           |
| 6월 24일 | 휴식일                            |
| 6월 25일 | 7라운드                           |
| 6월 26일 | 8라운드                           |
| 6월 27일 | 9라운드                           |
| 6월 28일 | 휴식일                            |
| 6월 29일 | 10라운드                          |
| 6월 30일 | 11라운드                          |
| 7월 1일  | 12라운드                          |
| 7월 2일  | 휴식일                            |
| 7월 3일  | 13라운드                          |
| 7월 4일  | 14라운드                          |
| 7월 5일  | 타이브레이크 (필요한 경우) 폐회식 |

### 참가자
FIDE는 2021년 5월 24일 참가자 선정 방식을 다음과 같이 공개했다. 이전 도전자 결정전들과는 다르게, FIDE 레이팅으로 통과하는 방법이 사라졌다.
| 참가 기준                          | 이름                                                     |
| ---------------------------------- | -------------------------------------------------------- |
| 2021년 세계 선수권 대회의 패자     | 이안 네폼니아치                                          |
| -                                  | 테이무어 라자보프                                        |
| 2021년 월드컵의 1, 2위             | 얀 크리스토프 두다                                       |
| 2021년 월드컵의 1, 2위             | 세르게이 카야킨 실격. #세르게이 카야킨의 실격 문단 참고. |
| 2021년 FIDE 그랜드 스위스의 1, 2위 | 알리레자 피로우자                                        |
| 2021년 FIDE 그랜드 스위스의 1, 2위 | 파비아노 카루아나                                        |
| 2022년 FIDE 그랑프리의 1, 2위      | 히카루 나카무라                                          |
| 2022년 FIDE 그랑프리의 1, 2위      | 리차르드 레포르트                                        |
| 가장 높은 레이팅 (2022년 5월)      | 딩 리런                                                  |

#### 자동 참가자
FIDE는 참가자 선정 방식을 공개하면서, 2020-2021년 도전자 결정전에 참여할 예정이었으나 코로나19 범유행으로 인해 기권한 테이무어 라자보프가 2022년 도전자 결정전에 참가할 것이라고 말했다. 그는 2020년 도전자 결정전이 코로나19로 인해 도중에 중단된 이후 대회에 자신을 다시 넣어달라고 주장했고 FIDE는 2022년 도전자 결정전에 그를 넣었다. 2020-2021년 도전자 결정전에 참가한 키릴 알렉센코와 제14대 세계 챔피언 아나톨리 카르포프는이 결정에 동의했다. 망누스 칼센은 이에 동의하지 않았고 이 아이디어가 터무니없다고 주장했다.
2021년 세계 선수권 대회에서 패배한 이안 네폼니아치도 자동으로 참가 자격을 얻었다.

#### 2021년 FIDE 월드컵
2021년 7월 12일부터 8월 6일까지 206명이 참여한 싱글 일리미네이션 토너먼트인 2021년 FIDE 월드컵을 통해 얀 크리스토프 두다, 세르게이 카야킨이 참가 자격을 얻었다. 둘은 각각 16번, 10번 시드로 월드컵에 들어섰고, 상위 50명 안쪽의 선수로서 자동으로 2라운드에 진출했다.
두다는 2, 3, 4라운드에서 각각 1승 1무로 이겨 다음 라운드로 진출했고, 16라운드에서 래피드 타이브레이크 끝에 알렉산데르 그리추크를 상대로 승리했다. 8강에서 비디트 구지라티를 1승 1무로 이긴 그는 준결승에서 세계 챔피언인 망누스 칼센을 상대로 2무 이후 래피드 타이브레이크에서 1승 1무로 승리했다.
카야킨은 16강에서 막심 바시에-라그라브를 상대로 타이브레이크 끝에 승리했고, 8강에서도 샘 섕클랜드를 상대로 타이브레이크로 승리했다. 준결승에서는 블라디미르 페도시브를 상대로 1승 1무로 승리했다.
결승에서 두다는 첫 경기에서 13. Qxa7으로 3회 동형반복을 허용해 무승부를 만들었고, 두 번째 경기에서 30수 만에 이기면서 우승했다. 둘 모두 2022년 도전자 결정전에 출전할 권리를 획득했다.

#### 2021년 FIDE 그랜드 스위스
2021년 10월 27일부터 11월 8일까지 108명 열린 2021년 FIDE 그랜드 스위스 대회를 통해 알리레자 피로우자와 파비아노 카루아나가 2022년 도전자 결정전에 참가할 자격을 얻었다. 대회는 11라운드 스위스 시스템 대회였다.
피로우자는 6승 4무 1패로, 파비아노에게만 패배하며 8/11로 단독 우승했다. 카루아나는 4승 7무로 7½/11을 기록하여 그리고리 오파린과 동률을 기록했지만 타이브레이크였던 버츠홀스 점수가 3.5점 더 높아 2위가 되었다.

#### 2022년 FIDE 그랑프리
2022년 FIDE 그랑프리 대회를 통해 두 명이 참가 자격을 얻을 예정이다. 이 이벤트는 2022년 2월부터 4월까지 독일 베를린과 세르비아 베오그라드에서 열린 3개의 대회였다. 각 대회에는 16명이 참여했고, 총 26명이 참여했다. 각 대회에서 16명의 선수들은 4명씩 4개 조로 나뉘어 리그전을 치렀고, 우승자 4명은 2경기 매치로 토너먼트를 치른다. 우승자는 13점, 준우승자는 10점, 4강 진출자는 7점, 그룹 2위는 4점, 그룹 3위는 2점, 그룹 4위는 0점을 얻는다.
이 대회에 세계 챔피언 칼센이 참가하는 것은 금지되어 있다.
첫 번째 대회는 베를린에서 2022년 2월 4일부터 17일까지 열렸다. 1월 21일에 조 추첨이 진행되었다. 히카루 나카무라(4/6), 레본 아로니안(4½/6)이 조별 리그에서 단독으로 우승했고, 리처드 레포르트(3½/6), 레이니에르 도밍게즈(4/6)는 각각 라도스와프 보이타셰크와 웨슬리 소와 공동 1위를 기록한 후 래피드 타이브레이크에서 1½-½로 승리했다. 준결승전에서는 나카무라가 레포르트를 상대로, 아로니안이 도밍게즈를 상대로 각각 1½-½로 승리했다. 결승전에서 나카무라와 아로니안은 클래시컬 게임 2판을 모두 무승부로 끝냈고, 래피드 타이브레이크에서 나카무라가 2-0으로 승리하면서 우승했다.
두 번째 대회는 베오그라드에서 2022년 2월 28일부터 3월 14일까지 열렸다. 2월 21일에 조 추첨이 진행되었다. 드미트리 안드레이킨(4/6), 리처드 레포르트(4/6), 아니쉬 기리(4/6), 막심 바시에-라그라브(4½/6)이 조별 예선에서 우승했고, 준결승전에서 레포르트가 아니쉬 기리를 1½-½로, 안드레이킨이 바시에-라그라브를 상대로 연장전 끝에 2½-1½로 이겼다. 결승전의 첫 경기는 무승부였고, 두 번째 경기에서 레포르트가 승리하면서 우승했다.
세 번째 대회는 베를린에서 2022년 3월 21일부터 4월 4일까지 열렸다. 3월 9일에 조 추첨이 진행되었다. 히카루 나카무라(4/6), 아만 타바타바이(4/6)이 조별 리그에서 단독 우승했고, 결국 나카무라와 레포르트의 도전자 결정전 진출이 확정되었다. 웨슬리 소와 섀흐리야르 맴매디아로프는 타이브레이크 매치에서 승리해 준결승전에 진출했다. 준결승에서 나카무라와 맴매디아로프는 각각 2무를 기록했고, 소-타바타바이는 1승 1패를 기록했다. 이 결과로 나카무라는 대회 전체 우승을 확정지었다. 타이브레이크 경기에서 나카무라와 소가 각각 승리해 결승으로 진출했다. 결승전에서 2번의 무승부 이후 타이브레이크 경기에서 소가 나카무라를 이겼지만, 첫 번째 대회에서의 결과 때문에 나카무라가 최종 우승했다.

### 세르게이 카야킨의 실격
2021년 3월 21일, FIDE 윤리 및 징계 워원회는 세르게이 카야킨이 2022년 러시아의 우크라이나 침공을 지지한 이후 그가 FIDE 윤리 강령 2.2.10조를 어겼다고 판단했다. 이로 인해 카야킨은 공식 FIDE 대회 출전을 6개월간 정지당했다. 따라서 그는 2022년 도전자 결정전에 참가할 수 없게 되었다. 카야킨은 이 결정에 항소해 FIDE는 결정을 재검토했다. 하지만 재검토는 결국 기각되었다.
카야킨은 FIDE가 스포츠와 정치를 섞었다며 비난했고, 자신은 체스 선수이기 전에 애국자라며 어떤 것도 후회하지 않는다고 텔레그램 채널에 말했다. 이후 러시아 체스 위원회 회장 안드레이 필라토프는 이 결정에 항소하고 FIDE를 고소할 의지를 밝혔다.
따라서 규정에 따라 1년 동안 30경기 이상을 했고 2022년 5월 레이팅 리스트 기준 레이팅이 가장 높은 선수가 참가 자격을 얻게 되었다. 이를 위해 딩리런은 항저우에서의 대회에 참여하고 웨이 이와 친선 매치를 여는 등의 노력을 했다.
| 순위 | 이름          | '21.06 | '21.07 | '21.08 | '21.09 | '21.10 | '21.11 | '21.12 | '22.01 | '22.02 | '22.03 | '22.04 | '22.05 |
| ---- | ------------- | ------ | ------ | ------ | ------ | ------ | ------ | ------ | ------ | ------ | ------ | ------ | ------ |
| 2    | 딩리런        | 2799   | 2799   | 2799   | 2799   | 2799   | 2799   | 2799   | 2799   | 2799   | 2799   | 2799   | 2806   |
| 9    | 레본 아로니안 | 2781   | 2782   | 2782   | 2782   | 2782   | 2782   | 2772   | 2772   | 2772   | 2785   | 2785   | 2765   |
| 10   | 아니쉬 기리   | 2780   | 2776   | 2776   | 2777   | 2774   | 2774   | 2772   | 2772   | 2772   | 2771   | 2773   | 2761   |

### 규정
시간 제한은 첫 40수에 1시간 40분, 이후 20수에 50분, 나머지 경기에 15분이다. 한 수를 둘 때마다 30초가 추가로 주어진다. 플레이어들은 흑의 40번째 수 이전에 무승부에 합의할 수 없다.
2020-2021년 도전자 결정전까지는 동점이 있을 경우 상대전적, 승수, Sonneborn - Berger 점수 등 수학적 타이브레이커로 순위를 가렸지만, FIDE는 2021년 12월 27일 이사회 회의에서 도전자 결정전과 여성 도전자 결정전에서 공동 1위가 있을 경우 래피드 플레이오프를 통해 순위를 가릴 것이라고 결정했고, 이를 12월 29일에 공개했다. FIDE는 이 결정에 있어서 현재까지 도전자 결정전에 진출한 선수들과도 대화를 했으며, 대부분이 이 결정을 지지한다고도 밝혔다.
- 1단계
  - 2명이 공동 1위인 경우, 15분+10초의 시간 제한으로 2번의 경기를 치른다.
  - 3-6명이 공동 1위인 경우, 15분+10초의 시간 제한으로 리그전을 치른다.
  - 7-8명이 공동 1위인 경우, 10분+5초의 시간 제한으로 리그전을 치른다.
- 2단계: 1단계 이후 1위가 여러 명일 경우
  - 2명이 공동 1위인 경우, 3분+2초의 시간 제한으로 2번의 경기를 치른다.
  - 3명 이상이 공동 1위인 경우, 3분+2초의 시간 제한으로 리그전을 치른다.
- 3단계: 2단계 이후 1위가 여러 명일 경우
  - 녹아웃 토너먼트가 치러진다. 매칭과 색깔은 랜덤으로 정해지며, 시간 제한은 3분+2초이다. 무승부의 경우 색깔을 바꿔 가면서 한 쪽이 이길 때까지 경기를 계속한다.

### 결과

#### 크로스테이블
| 순위 | 선수                      | 점수     | H2H | 승리 | SB    |  | IN  | DL  | TR  | HN  | FC  | AF  | JKD | RR  |
| ---- | ------------------------- | -------- | --- | ---- | ----- |  | --- | --- | --- | --- | --- | --- | --- | --- |
| 1    | Ian Nepomniachtchi (FIDE) | 9.5 / 14 | -   | 5    | 62    |  | —   | ½+1 | ½+½ | ½+½ | ½+½ | 1+1 | 1+½ | ½+1 |
| 2    | Ding Liren (CHN)          | 8 / 14   | -   | 4    | 52    |  | 0+½ | —   | 0+½ | 1+½ | ½+1 | ½+½ | 1+½ | ½+1 |
| 3    | Teimour Radjabov (AZE)    | 7.5 / 14 | -   | 3    | 52    |  | ½+½ | ½+1 | —   | 1+0 | ½+0 | ½+½ | ½+½ | ½+1 |
| 4    | Hikaru Nakamura (USA)     | 7.5 / 14 | -   | 4    | 50.25 |  | ½+½ | ½+0 | 1+0 | —   | 1+0 | 1+½ | 1+½ | ½+½ |
| 5    | Fabiano Caruana (USA)     | 6.5 / 14 | -   | 3    | 46.5  |  | ½+½ | 0+½ | 1+½ | 1+0 | —   | 0+1 | ½+0 | ½+½ |
| 6    | Alireza Firouzja (FRA)    | 6 / 14   | -   | 2    | 39.5  |  | 0+0 | ½+½ | ½+½ | ½+0 | 0+1 | —   | ½+½ | 1+½ |
| 7    | Jan-Krzysztof Duda (POL)  | 5.5 / 14 | -   | 1    | 38.5  |  | ½+0 | ½+0 | ½+½ | ½+0 | 1+½ | ½+½ | —   | ½+0 |
| 8    | Richárd Rapport (HUN)     | 5.5 / 14 | -   | 1    | 37.75 |  | 0+½ | 0+½ | 0+½ | ½+½ | ½+½ | ½+0 | 1+½ | —   |

#### 1라운드
6월 17일 (금) 22:00 (KST) 시작.
- 딩 vs 네폼니아치: 0-1
딩은 잉글리시 오프닝을 두었고, 네폼니아치가 20수 중반의 강력한 폰 브레이크 25 ...g5!로 승리했다. 26. Nxb7는 카운터플레이를 얻기에 너무 느렸다.[40][41]
- 카루아나 vs 나카무라: 1-0
히카루는 괜찮은 포지션에서 21... O-O?, 24... d5?! 등으로 킹을 노출시켰고, 칼센은 이에 대해 그의 유명한 대사를 이용해 'Literally does not care about king safety'라고 트윗했다.[42] 결국 카루아나가 킹사이드 공격으로 승리했다.[43]
- 라자보프 vs 피로우자: ½-½
피로우자는 18... Rxb2!로 익스체인지를 희생했고, 라자보프는 익스체인지를 다시 내주고 공격을 얻었다.[40] 경기는 백이 폰 하나를 더 가지고 있는 룩 엔드게임으로 흘러갔고 무승부로 끝났다.[44]
- 두다 vs 레포르트: ½-½
레포르트는 초반부터 8... g6?로 블런더했지만 이후 두다는 어드밴티지를 내줬고, 결국 무승부로 끝났다.[40][45]

#### 2라운드
6월 18일 (토) 22:00 (KST) 시작.
- 네폼니아치 vs 카루아나: ½-½
카루아나는 네폼니아치를 놀라게 하기 위해 일부러 나쁜 수인 10... Ng4를 두었다.[46] 복잡한 미들게임 이후 카루아나는 31... Rxb2!로 익스체인지를 희생해 32. Rxb2 a3! 33. Rb7 Bxf2 34. Rxa3 d5!로 승리할 수 있었지만 수를 반복해 무승부를 만들었다.[47]
- 두다 vs 딩: ½-½
딩이 약간 나은 포지션에 있었지만 23... g5?! 등의 실수 이후 백이 더 나은 포지션을 잡았다. 하지만 백은 수를 반복해 무승부를 만들었다.[46][48]
- 레포르트 vs 피로우자: ½-½
백이 이기고 있는 룩 엔드게임에 들어섰지만 45. Rf7?로 이점을 내주었다. 하지만 피로우자는 51... Re7?로 다시 복잡한 승리를 내주었고(52. Kf5! d3 53. Rg1! d2 54. Rh1+ Kg8 55. Rfh6! Rf2+ 56. Ke5 Re2+ 57. Kd6 Re1 58. Kxe7 d1=Q 59. Rg6#) 레포르트는 이를 다시 놓쳤다. 결국 무승부로 끝났다.[46][49]
- 나카무라 vs 라자보프: 1-0
타임 스크램블 이후 백이 이점이 있는 엔드게임을 승리로 이끌어 냈다.[46][50]

#### 3라운드
6월 19일 (토) 22:00 (KST) 시작.
- 라자보프 vs 네폼니아치: ½-½
양쪽 모두 위험을 지고 싶은 의사가 없었고, 결국 30수, 1시간 30분 만에 무승부로 끝났다.[51][52]
- 카루아나 vs 두다: ½-½
16. Nc6 Nxd5! 이후로 기물이 빠르게 교환되었고, 무승부로 끝났다. 컴퓨터 분석으로 16. c4 bxc4 17. Nxc4 Qa7 18. Na5 Rc5 19. Nc6과 같은 더 나은 방법으로 나이트를 c6에 놓을 수 있었다는 것이 밝혀졌다.[51][53]
- 딩 vs 레포르트: ½-½
경기는 17수 동안 2020년의 온라인 기리-네폼니아치 경기를 따라갔다. 이는 부정확해 보이는 17... Rfd8도 포함되었다. 레포르트는 다음 수에 익스체인지를 희생했지만 딩은 20. h5!!, 22. Kf1!! 등의 훌륭한 수로 이기는 포지션을 얻었다. 하지만 23. Qxd8 이후 23... Qxe4 24. Bxe2 Qxg2+를 두려워해 대신 23. Qxe2를 두어 간단한 승리를 놓쳤고, 27, 29수 등의 실수로 인해 경기는 무승부로 끝났다.[51][54]
- 피로우자 vs 나카무라: ½-½
피로우자는 16. Nxg5!?로 나이트 희생을 포함해 첫 25수 가량을 미리 준비해 와서 두었다. 이후 승리 기회가 많은 좋은 포지션을 얻었으나 나카무라의 훌륭한 방어로 승리를 얻지 못했고, 결국 무승부로 끝났다.[51][55]

#### 4라운드
6월 21일 (화) 22:00 (KST) 시작.
- 네폼니아치 vs 피로우자 1-0
미들게임에서 피로우자는 연속으로 실수했고, 결국 네폼니아치가 승리를 가져갔다.[56]
- 레포르트 vs 나카무라 ½-½
나카무라는 좋은 오프닝 준비로 이퀄라이즈했고, 경기는 큰 문제 없이 무승부로 끝났다.[56]
- 두다 vs 라자보프 ½-½
17...f5! 이후 기물이 대거 교환되었고 무승부로 끝났다.[56]
- 딩 vs 카루아나 ½-½
딩은 카루아나의 흔하지 않은 오프닝 수에 견고하게 대처했고, 무승부로 끝났다.[56]

#### 5라운드
6월 22일 (수) 22:00 (KST) 시작.
- 카루아나 vs 레포르트: ½-½
카루아나는 오프닝에서 용감한 수인 6. g4를 두었다. 12. Nf1, 15. Rd1 등의 수로 흥미로운 미들게임 이후 흑이 반복에 의한 무승부를 강제했다.[57]
- 피로우자 vs 두다: ½-½
- 나카무라 vs 네폼니아치: ½-½
- 라자보프 vs 딩: ½-½
딩이 점점 이점을 키워 갔지만, 타임 컨트롤의 마지막 수인 40번째 수에서 40... Bxd4! 대신 40. g6??를 두어 이를 날렸고, 결국 무승부로 끝났다.[57]

#### 6라운드
6월 23일 (목) 22:00 (KST) 시작.
- 라자보프 vs 레포르트: ½-½
- 피로우자 vs 카루아나: 0-1
- 나카무라 vs 딩: ½-½
- 네폼니아치 vs 두다: 1-0

#### 7라운드
6월 25일 (토) 22:00 (KST) 시작.

### 내용주
1. ↑  114명이 참가할 예정이었으나 참가자들과 대기 참가자들 상당수가 참가를 포기하여 108명만 참가했다.
2. ↑  원래 24명이 참여했으나 비자나 건강 문제 등으로 인해 대체 선수가 필요했다.

### 참조주
1. ↑  “2022 FIDE Grand Prix Series Announced”. 《FIDE》. 2021년 6월 17일. 2022년 2월 17일에 확인함.
2. ↑  Матч на первенство мира по шахматам ФИДЕ 2021. 10 партия. - 유튜브 (27분)
3. ↑  “Carlsen Might Only Defend Title Vs. Firouzja”. 2021년 12월 24일. 2022년 2월 17일에 확인함.
4. ↑  Regulations for the FIDE World Championship Match 2020, FIDE, 2020, 아카이브 버전. 원본: https://handbook.fide.com/files/handbook/FWCM2020.pdf
5. ↑  Colin McGourty (2022년 1월 25일). “2022 Chess Calendar”. 《Chess24》. 2022년 2월 24일에 확인함.
6. ↑  Peter Doggers (2021년 12월 28일). “Candidates Tournament To Take Place June 2022 In Madrid Sponsored By Chess.com”. 《Chess.com》.
7. 1 2 3  “FIDE announces qualification paths for Candidates Tournament 2022”. 《FIDE》. 2021년 5월 25일.
8. 1 2  “Qualification criteria for the Candidates announced, Radjabov gets a spot”. 《ChessBase》. 2021년 5월 24일.
9. 1 2 3  {{웹 인용 |url=https://www.chess.com/news/view/radjabov-2022-fide-candidates |저자=Peter Doggers |웹사이트=Chess.com |날짜=2021-05-25
10. 1 2 3  {{웹 인용 |url=https://chess24.com/en/read/news/radjabov-given-controversial-spot-in-2022-candidates%7C웹사이트=chess24 |날짜=2021-05-25
11. ↑  “The 2022 Candidates Tournament to be held in Madrid”. 《World Chess》. 2022년 2월 13일에 원본 문서에서 보존된 문서. 2022년 2월 17일에 확인함.
12. ↑  Peter Doggers (2021년 8월 5일). “FIDE World Cup Finals: Carlsen Wins Masterpiece”. 《Chess.com》.
13. ↑  . 2021-06-18. 2021-08-07 업데이트됨.
14. ↑  “FIDE Grand Swiss (2021)”. 《chessgames.com》. 2022년 2월 18일에 확인함.
15. 1 2 3 4  “FIDE Grand Prix 2022: All The Information”. 《Chess.com》. 2022년 1월 13일.
16. ↑  Regulations for the FIDE Grand Prix Series 2022, FIDE
17. ↑  FIDE Grand Prix 2022: Group draw for the first leg of the Series - 유튜브
18. ↑  “FIDE Chess Grand Prix 1 2022 Knockout”. 《Chess.com》. 2022년 2월 18일에 확인함.
19. ↑  FIDE Grand Prix 2022 — Leg 1 in Berlin 보관됨 2022-04-29 - 웨이백 머신, World Chess
20. 1 2  “Pools for Second Leg of FIDE Grand Prix 2022 announced”. 《FIDE》. 2022년 2월 21일.
21. ↑  FIDE Grand Prix 2022: Group draw for the third leg of the Series - 유튜브, World Chess, 2022-03-09
22. ↑  FM Carsten Hansen (2022년 4월 1일). “Nakamura Early Winner Of Series: 2022 FIDE Grand Prix Berlin Leg 3, Semifinals Day 2”. 《Chess.com》.
23. ↑  FM Carsten Hansen (2022년 4월 2일). “Nakamura, So To Meet In Final: 2022 FIDE Grand Prix Berlin Leg 3, Semifinals Tiebreaks”. 《Chess.com》.
24. ↑  FM Carsten Hansen (2022년 4월 5일). “Wesley So Wins 2022 FIDE Grand Prix Berlin Leg 3 Final”. 《Chess.com》.
25. ↑  “FIDE Council condemns Russia's military action”. Chessbase. 2022년 2월 28일.
26. ↑  Watson, Leon (2022년 2월 27일). “Russia and Belarus banned from holding world chess events, Karjakin to face ethics case”. 《chess24.com》. 2022년 3월 1일에 확인함.
27. ↑  “GM Sergey Karjakin is banned for 6 months by FIDE Ethics”. 《World Chess》 (미국 영어). 2022년 3월 21일에 원본 문서에서 보존된 문서. 2022년 3월 21일에 확인함.
28. ↑  “Telegram: Contact @karjakinchess”. 2022년 3월 21일.
29. ↑  “Karjakin banned, Russia will appeal”. ChessTech.
30. ↑  “CFR to Appeal FIDE EDC's Decision to Disqualify Sergey Karjaki”. Chess Federation of Russia.
31. ↑  Peter Doggers (2022년 3월 28일). “Ding Liren Back To World #2, Plans To Reach 30 Rated Games Needed For Candidates”. 《Chess.com》.
32. 1 2  “2022 FIDE Candidates Chess Tournament”. 《Chess.com》. 2022년 3월 29일.
33. 1 2  Regulations_for_the_FIDE_Candidates_Tournament_2022, FIDE
34. ↑  Rules & regulations for the Candidates Tournament of the FIDE World Championship cycle 2016-2018, FIDE
35. ↑  Regulations for the FIDE Candidates Tournament 2020, FIDE
36. ↑  FIDE 공식 트위터, 2021-12-29
37. ↑  FIDE 공식 트위터, 2021-12-29
38. ↑  FIDE 공식 트위터, 2021-12-29
39. ↑  https://handbook.fide.com/files/handbook/Regulations_for_the_FIDE_Candidates_Tournament_2022.pdf
40. 1 2 3  Caruana, Nepomniachtchi Win To Set Up Clash Of Leaders, Chess.com, 2022-06-18
41. ↑  https://www.chessgames.com/perl/chessgame?gid=2289183
42. ↑  https://www.chessgames.com/perl/chessgame?gid=2289182
43. ↑  https://www.chessgames.com/perl/chessgame?gid=2289181
44. ↑  https://www.chessgames.com/perl/chessgame?gid=2289180
45. 1 2 3 4  Nakamura Bounces Back, Grinds Down Radjabov As Rivals Draw, Chess.com, 2022-06-19
46. ↑  https://www.chessgames.com/perl/chessgame?gid=2289321
47. ↑  https://www.chessgames.com/perl/chessgame?gid=2289322
48. ↑  https://www.chessgames.com/perl/chessgame?gid=2289319
49. ↑  https://www.chessgames.com/perl/chessgame?gid=2289320
50. 1 2 3 4  Impressive Defense By Nakamura On Day Of Draws, Chess.com, 2022-06-20
51. ↑  https://www.chessgames.com/perl/chessgame?gid=2289464
52. ↑  https://www.chessgames.com/perl/chessgame?gid=2289467
53. ↑  https://www.chessgames.com/perl/chessgame?gid=2289466
54. ↑  https://www.chessgames.com/perl/chessgame?gid=2289477
55. 1 2 3 4  Nepomniachtchi Beats Firouzja, Storms To Sole Lead
56. 1 2  Nepomniachtchi Dodges Bullet, Maintains Lead In Madrid